# Bagnolo del Salento
Bagnolo del Salento – miejscowość i gmina we Włoszech, w regionie Apulia, w prowincji Lecce.
Według danych na rok 2004 gminę zamieszkiwało 1857 osób, 309,5 os./km².